# Anwar Ałłachjarow
Anwar Eduardowicz Ałłachjarow (ros. Анвар Эдуардович Аллахьяров;ur. 5 października 2000) – rosyjski zapaśnik walczący w stylu klasycznym. Zajął siedemnaste miejsce na mistrzostwach świata w 2023. Brązowy medalista mistrzostw Europy w 2024. 
Mistrz świata U-23 w 2021 i 2023. Mistrz Europy U-23 w 2021. Mistrz świata juniorów i drugi na ME w 2019 roku.
Wicemistrz Rosji w 2021 i 2022; trzeci w 2019 roku.